# Eliot Teltscher
Pour les articles homonymes, voir Teltscher.
Eliot Teltscher, né le 15 mars 1959 à Rancho Palos Verdes, est un ancien joueur de tennis professionnel américain.
Il a atteint les huitièmes de finale du tournoi de Roland-Garros à trois reprises : en 1979, 1982 et 1983.
En double, il a été finaliste de Roland-Garros en 1981. Il a remporté Roland-Garros en double mixte lors de la saison 1983.
Il remporte deux Coupe Davis pour son pays en étant sélectionné pour les finales.

## Parcours dans les tournois duGrand Chelem

### En simple
| Année | Open d'Australie | Open d'Australie | Internationaux de France | Internationaux de France | Wimbledon       | Wimbledon  | US Open         | US Open       | Open d'Australie | Open d'Australie |
| ----- | ---------------- | ---------------- | ------------------------ | ------------------------ | --------------- | ---------- | --------------- | ------------- | ---------------- | ---------------- |
| 1977  | —                | —                | —                        | —                        | 3e tour (1/16)  | I. Năstase | 1er tour (1/64) | J. McEnroe    | 1er tour (1/32)  | C. Dibley        |
| 1978  | n.o.             | n.o.             | —                        | —                        | —               | —          | 3e tour (1/16)  | R. Tanner     | —                | —                |
| 1979  | n.o.             | n.o.             | 1/8 de finale            | J. Higueras              | —               | —          | 1er tour (1/64) | Ti. Gullikson | —                | —                |
| 1980  | n.o.             | n.o.             | 3e tour (1/16)           | Y. Noah                  | —               | —          | 1/4 de finale   | J. Connors    | —                | —                |
| 1981  | n.o.             | n.o.             | 1er tour (1/64)          | I. Năstase               | —               | —          | 1/4 de finale   | J. Connors    | —                | —                |
| 1982  | n.o.             | n.o.             | 1/8 de finale            | J. Higueras              | —               | —          | 1/8 de finale   | R. Harmon     | —                | —                |
| 1983  | n.o.             | n.o.             | 1/8 de finale            | J. McEnroe               | —               | —          | 1/4 de finale   | J. Connors    | 1/4 de finale    | T. Mayotte       |
| 1984  | n.o.             | n.o.             | —                        | —                        | —               | —          | 3e tour (1/16)  | T. Mayotte    | —                | —                |
| 1985  | n.o.             | n.o.             | 2e tour (1/32)           | A. Chesnokov             | 2e tour (1/32)  | J. Lloyd   | —               | —             | —                | —                |
| 1986  | n.o.             | n.o.             | 3e tour (1/16)           | Bo. Becker               | 1er tour (1/64) | M. Šrejber | 2e tour (1/32)  | G. Donnelly   | n.o.             | n.o.             |
| 1987  | —                | —                | —                        | —                        | —               | —          | 1er tour (1/64) | L. Pimek      | n.o.             | n.o.             |

N.B. : à droite du résultat se trouve le nom de l'ultime adversaire.

### En double
| Année | Open d'Australie | Open d'Australie | Internationaux de France    | Internationaux de France | Wimbledon                    | Wimbledon              | US Open                     | US Open                 | Open d'Australie          | Open d'Australie     |
| ----- | ---------------- | ---------------- | --------------------------- | ------------------------ | ---------------------------- | ---------------------- | --------------------------- | ----------------------- | ------------------------- | -------------------- |
| 1977  | —                | —                | —                           | —                        | —                            | —                      | 2e tour (1/16) V. Winitsky  | S. Smith R. Lutz        | 1/8 de finale S. Docherty | J. Alexander P. Dent |
| 1978  | n.o.             | n.o.             | —                           | —                        | —                            | —                      | 1er tour (1/32) S. Docherty | C. Dibley B. Teacher    | —                         | —                    |
| 1979  | n.o.             | n.o.             | 1er tour (1/32) F. González | J. Fillol Á. Fillol      | —                            | —                      | 1/4 de finale F. González   | M. Riessen S. Stewart   | —                         | —                    |
| 1980  | n.o.             | n.o.             | —                           | —                        | —                            | —                      | 1er tour (1/32) T. Moor     | S. Docherty J. James    | —                         | —                    |
| 1981  | n.o.             | n.o.             | Finale T. Moor              | H. Günthardt B. Taróczy  | —                            | —                      | 1/8 de finale T. Moor       | P. Fleming J. McEnroe   | —                         | —                    |
| 1982  | n.o.             | n.o.             | 2e tour (1/16) T. Moor      | M. Günthardt B. Sisson   | —                            | —                      | 1er tour (1/32) T. Moor     | M. Edmondson K. Warwick | —                         | —                    |
| 1983  | n.o.             | n.o.             | 2e tour (1/16) M. Purcell   | P. Složil T. Šmíd        | —                            | —                      | 1/8 de finale M. Leach      | G. Donnelly M. Gandolfo | 1/8 de finale H. Pfister  | S. Denton S. Stewart |
| 1984  | n.o.             | n.o.             | —                           | —                        | —                            | —                      | 2e tour (1/16) E. Fromm     | S. Edberg A. Järryd     | —                         | —                    |
| 1985  | n.o.             | n.o.             | 1/8 de finale S. Meister    | S. Edberg A. Järryd      | 1/8 de finale S. Meister     | P. Cash J. Fitzgerald  | —                           | —                       | —                         | —                    |
| 1986  | n.o.             | n.o.             | —                           | —                        | 1er tour (1/32) G. Michibata | G. Donnelly P. Fleming | 2e tour (1/16) C. Dunk      | K. Curren M. Mitchell   | n.o.                      | n.o.                 |
| 1987  | —                | —                | —                           | —                        | —                            | —                      | 1er tour (1/32) J. Arias    | C. Hooper M. Leach      | n.o.                      | n.o.                 |

N.B. : le nom du ou de la partenaire se trouve sous le résultat ; le nom des ultimes adversaires se trouve à droite.